# Christfried Ganander
Cristfried Ganander (21 novembre 1741 à Haapajärvi – 17 février 1790 à Rantsila) est un compilateur finlandais, un prêtre et un lexicographe du XVIIIe siècle.
L'œuvre la plus importante de Ganander est le premier dictionnaire finlandais qui ne fut pas publié. Il a recueilli le folklore finlandais bien avant Elias Lönnrot. Son ouvrage le plus connu est la Mythologia Fennica (1789), un ouvrage de référence sur la mythologie finlandaise. Il a également publié un peu de poésie et a été également enseignant.

## Ouvrages
- Suomalaisten siunauxet, : tuiki sydän toiwotuxet; ihastus ihan iloinen caiken Ruotzin cansa-cunnan, coska Hänen Kuningallinen Korkeudensa Ruotzin waldakunnan kruunu-prinssi Gustavi annoi itzens awio-lijttohon kuningallisen kruunu-printzessan Sophian Magdalenan canssa, Danmarkista. Iloisimmis ilo-runois edespandu caickein alammaisimmalda ja uscollisimmalda alammaiselda Christfried Gananderilda. Pappismj. Pohjan maalta ja phil. mag. Turusa, prändätty Johan Christoph. Frenckellildä, 1766
- Welwollinen jälki-muisto : ja waiwalloinen elämäkerta, eläisä ollehen, hywin-cunnioitettawan ja corkiasti hywin oppenehen herran, herr Hendrichi Hideenin, cappalaisen Cauhajoes, Ilmolan pitäjäs, Pohjanmaalla, joca ennättänyt 86. ajastajan päiwät, pitkällisen kiwulloisuden ja christillisen kärsiwällisyden cansa ulosseisotun sairauden jälkeen, ... tästä wiheljäisestä surkeudesta caiken mailman tien waelsi, sinä 28. päiwänä elo-cuusa ja sen jälkeen sinä 2. päiwänä loca-cuusa, welwollisella cunnialla, ruumin-saarnan cansa lepokammionsa saatettin wuonna 1766. Ylöspandu Turusa ollesa tämän Herrasa nukkunehen surewalda, rakkahalda tyttären-pojalda Christfried Gananderilda, pappismj. ja philos. magist. Turusa, prändätty Johan Christoph. Frenckellildä, 1766, uusi painos Kauhajoki-seura, Kauhajoki 1962
- Wanhan wuoden muistutuxet Psalm. 143:5. Uuden wuoden toiwotuxet 5 Mos. kirj. 11:12. Laihelan pitäjän asuwaisille Pohjan maalla, uuden wuoden lahjaxi, uunna wuonna 1771. 5 Mos. 11:18, 19, 20, 21. Rackaasta ja hywää toiwottawaisesta sydämmestä, 1. Sam. 12:12. ulosjaetut Christfried Gananderilda, papismieh. ja philos. magist. Stockholmisa, prändätty cuning:sesa suomalaisesa präntisä, Joh. Arv. Carlbohmilda, 1771
- Aenigmata Fennica. : In solo meo patrio Ostrobotnia, usitatissima ac tritissima, quae inter confabulationes vespertinas, fenni nostri, ad acuendum ingenium juvenile, more veterum gothorum, solvenda proponunt. Suomalaiset arwotuxet, wastausten kansa. Kootut kahdexan toista ajastaikaa Christfrid Gananderilta, philos. mag. Wasasa, prändätty Georg Wilhelm Londicerildä, 1783, näköispainos Suomalaisen Kirjallisuuden Seura, Helsinki 1970
- Uudempia uloswalituita satuja, nuorten peränajatuxen teroituxexi, ja yhteisesä elämäsä opixi, waroituxexi ja neuwoxi, ajan huwituxexi ja kuluxi, mutta myös hywäin tapain ja kaunisten awuin harjoittamisexi kootut, ja suomexi tulkitut wuonna 1783. Christfried Gananderilda. Philos. mag:ta. Wasasa, prändätty Georg Wilhelm Londicerildä, 1784 (Doria)
- Runo-kirja : joka sisällänsä pitää 1. K. Salomonin Korkia weisun. 2. K. Dawidin 96:dennen 100:s psalmit. 3. Hjobin kirjan 3:mas ja 7:mäs luku. 4. Runot, luu-karsinan kirkko-maan ja haudan ylitse. 5. Kaxi kiwi-pijrrosta, ja 6. Dawidin 133 psalmi, weisattawaxi wirrexi laadittu. Runot taitaan weisatta tawallisella runo-nuotilla, nijnkuin Suomen maasa, erinomattain Pohjan-maalla, Carjalasa ja Sawon maasa wanhasta, ja wieläkin tuttu ja totuttu on; ne taitaan myös wijsi-kjelisellä kanteleella somahasti soitettaa. Wasasa, prändätty Georg Wilhelm Londicerildä, 1786
- Wenäjän naima-wijsu, : wenäjän kjelellä ja sijtä suomexi tulkittu runoixi, C. G. Weisataan wenäjän nuotilla. ja [!] suomi, runon nuotilla lauletan. Wasasa, prändätty G. W. Londicerildä 1787
- Eläinden tauti-kirja, : josa hewoisten, lehmäin, lammasten, ja muun pienen karjan ja rahwaan irujamen ja itikkain taudit ja parannuxet, lääkityxet ja koti-huusauxet löytään A--B--Ceen jälkeen sowitetun registerin johdatuxesta ja numeroin osotuxesta kirjahan: suomexi tulkitut ja monesta kirjasta, niinkuin myös korwa kuulosta ja wälistää, omasta koettelemuxesta waarin otetut ja kootut Christfrid Gananderilda phil. mag. Stockholmisa, präntätty Kuning:sa suomalaisesa präntisä, wuonna 1788, uusi painos 1803, uusia painoksia Turussa 1825, 1829, Frenckell, Helsinki 1860, 1879, näköispainos Lääketieteellinen oppimateriaalikustantamo, Tampere 1982
- Maan-miehen huone- ja koti-aptheeki, eli tieto ja neuwwo tarpeellisimmistä lääkityxistä, joita osittain kotona maalla saadaan ja itte taitaan tehdä, osittain aptheekista owat ostettawat, nijtten ulospannun määrän ja hyödytyxen kansa, monea tautia wasten, jotka numeroin jälkeen, registeristä aapicen jälkeen löytään, usiammasta lääkitys kirjasta uloswedetyt ja suomexi kirjoitetut Christfrid Gananderilda. Philos. magist. wuonna 1785. Wasasa, pränd. Georg Wilhelm Londicerildä, 1788, uusi painos Vaasa 1825, uusittu painos nimellä Maamiehen kotilääke-apteekki eli neuvoja ja ohjeita ihmisten ja kotieläinten tarpeellisimpiin lääkityksiin, joita ennen kuin lääkärin apu ehtii, voidaan osaksi kotona valmistaa ja apteekista saada, kokoillut ja osaksi suomentanut v. 1785 Chistfrid Ganander. Luukkonen ja Kumpp., Tampere 1907
- Mythologia fennica, eller förklaring öfver de nomina propria deastrorum, idolorum, locorum, virorum &c. eller afgudar och afgudinnor, forntidens märkelige personer, offer och offer-ställen, gamla sedvänjor, jättar, troll, skogs-sjö- och bergs-rån m.m. som förekomma i de äldre finska troll-runor, synnyt, sanat, sadut, arwotuxet &c. samt än brukas och nämnas i dagligt tal; til deras tjenst, som vela i grund förstå det finska språket, och hafva smak för finska historien och poësin, af gamla runor samlad och uttydd af Christfrid Ganander, Thomasson philos. mag. & sacell. Åbo, tryckt i Frenckellska boktryckeriet. På egen bekostnad, 1789, 2. oförändr. upplaga Åbo 1822, näköispainoksia Suomalaisen kirjallisuuden seura, Helsinki 1960, 1984, Recallmed, Klaukkala 1995, 2003

### Dictionnaire Finnois
- Nytt finskt lexicon - Uusi suomen sanakirja. 1, A-K. Tutkimuslaitos Suomen suvun julkaisuja 2, 1. WSOY 1937
- Nytt finskt lexicon - Uusi suomen sanakirja. 2, L-R. Tutkimuslaitos Suomen suvun julkaisuja 2, 2. WSOY 1938
- Nytt finskt lexicon - Uusi suomen sanakirja. 3, S-Ö. Tutkimuslaitos Suomen suvun julkaisuja 3, 3. WSOY 1940
- Nytt finskt lexicon - Liisa Nuutinen (ed.)  Société de littérature finnoise 676. Helsinki 1997
- Nytt finskt lexicon. Hakemisto ; Liisa Nuutinen (ed.) Société de littérature finnoise 688. Helsinki 1997

## Source
- (en) Cet article est partiellement ou en totalité issu de l’article de Wikipédia en anglais intitulé « Christfried Ganander » (voir la liste des auteurs).